# 埃及鎊
埃及鎊（阿拉伯语：الجنيه المصرى）是埃及的流通貨幣。輔幣單位是皮亞斯特及米利姆。1鎊=100皮亞斯特=1000米利姆。
自2022年7月6日起，10鎊和20鎊紙幣將改為塑质钞票。

## 歷史
19世紀初，埃及和土耳其使用相同的貨幣，也就是奥斯曼皮亞斯特，它被分為40帕拉。然而，在穆罕默德·阿里王朝統治下，埃及開始發行自己的貨幣。到了1834年，當時埃及在名義上已經脫離鄂圖曼帝國的統治，頒布了一項法令，採用了完全屬於埃及的貨幣制度。埃及採用了銀本位和金本位雙金屬本位制，以瑪麗亞·特蕾莎銀幣為基礎，價值為20皮亞斯特。瑪麗亞·特蕾莎銀幣在當時是該地區流行的貿易銀幣。
在這次貨幣改革之後，埃及鑄造了一種名為「bedidlik」的金幣，價值等同於 100 皮阿斯特，以及一種價值 20 皮阿斯特的銀里亞爾硬幣，與瑪麗亞·特蕾莎銀幣對應。1839 年，一個皮阿斯特含有 1.146 克的銀。同時，英國的金索维林金幣被兌換為 97.5 皮阿斯特。雖然在英語世界中，100 埃及皮阿斯特和 bedidlik 金幣被稱為「鎊」，但這並非 1834 年埃及新貨幣系統中的主要單位。埃及鎊這個記帳單位首次出現在 1884 年戈登將軍在喀土穆围城战中簽署的 50 埃及鎊本票上，但直到隔年，也就是 1885 年，這個記帳單位才成為官方單位。
但在1840年時，儘管埃及擁有獨立的貨幣制度，根據當年簽訂的土耳其-埃及條約，雙方同意土耳其和埃及發行的貨幣應維持相同的價值。然而，在1844年，鄂圖曼里拉（lira）被創造出來的同時，鄂圖曼皮亞斯特（piastre）貶值，而埃及並未跟隨。因此，埃及和土耳其的貨幣單位在價值上開始分道揚鑣，埃及貨幣單位持續維持其與英鎊的匯率，即97.5皮亞斯特兌換一英鎊。
西元1885年，埃及採用純金本位制，並使用埃及鎊，稱為「gineih」，其匯率設定為 1 埃及鎊 = 7.4375公克的純金。這個單位是根據英國金幣「索维林」的黃金含量所選定的，目的是維持97.5皮亞斯特兌換一英鎊的匯率，並取代埃及皮亞斯特成為主要的貨幣單位。這項改革導致瑪麗亞·特蕾莎銀幣的價值被調整為21皮亞斯特，而20皮亞斯特則被定價為5法郎。外匯匯率也透過法律強制固定，以規範國內交易中已被接受的重要貨幣。然而，直到1899年，印有英文「pounds」字樣的紙幣才開始出現。同時，皮亞斯特繼續以1/100鎊的比例流通，帕拉於1909年被廢除，皮亞斯特則被分割為「十分之一」的單位（عشر القرش 'oshr el-qirsh'）。而這些十分之一的單位在1916年被重新命名為「milliemes」（malleem）。
然後，在第一次世界大戰爆發時，由於英國暫停了金本位制度，埃及鎊採用了與英鎊掛鉤的匯率，即1埃及鎊兌1英鎊6先令。換算過來，就是1英鎊等於0.975埃及鎊。
這個1英鎊兌97.5皮亞斯特的匯率一直持續到1960年代初期，當時埃及略微貶值，並轉為與美元掛鉤，匯率為E£1 = US$2.3。
埃及鎊也曾在1899年至1956年間的英埃蘇丹，以及1942年至1951年間英国军事占领下的利比亚中的昔兰尼加（後來成為獨立酋長國）使用。 它也從1918年至1927年在巴勒斯坦託管地流通，之後則開始改用巴勒斯坦鎊。
之後埃及鎊則維持著1埃及鎊 = 1英鎊6便士的匯率直到1960年代初。

## 流通中的貨幣

### 硬幣
- 5皮亞斯特
  - 正面：伊斯蘭藝術
  - 背面：國家名稱、面值、年份
- 10皮亞斯特
  - 正面：穆罕默德·阿里清真寺
  - 背面：國家名稱、面值、年份
- 25皮亞斯特
  - 正面：伊斯蘭插圖
  - 背面：國家名稱、年份
- 50皮亞斯特
  - 正面：克麗奧佩脫拉七世頭像
  - 背面：國家名稱、面值
- 1鎊
  - 正面：圖坦卡門面具
  - 背面：國家名稱、面值、年份

### 紙幣
| 幣值       | 圖案 | 圖案 | 描述                     | 描述           | 發行年分 | 尺寸(mm) |
| 幣值       | 正面 | 反面 | 正面                     | 反面           | 發行年分 | 尺寸(mm) |
| ---------- | ---- | ---- | ------------------------ | -------------- | -------- | -------- |
| 25皮亞斯特 |      |      | 萨伊达·艾莎清真寺        | 埃及国徽       | 1985     | 130 × 70 |
| 50皮亞斯特 |      |      | 爱资哈尔清真大寺         | 拉美西斯二世   | 1985     | 135 × 70 |
| 1鎊        |      |      | 凱特貝清真寺             | 阿布辛拜勒神廟 | 1978     | 140 × 70 |
| 5鎊        |      |      | 伊本·图伦清真寺          | 哈匹           | 1981     | 145 × 70 |
| 10鎊       |      |      | 阿爾·里法伊清真寺        | 哈特谢普苏特   | 2022     | 132 × 69 |
| 20鎊       |      |      | 穆罕默德·阿里清真寺      | 法老的戰車     | 2023     | 137 × 69 |
| 50鎊       |      |      | 阿布·哈里巴清真寺        | 埃德富神廟     | 1993     | 160 × 70 |
| 100鎊      |      |      | 蘇丹哈桑伊斯蘭學校清真寺 | 狮身人面像     | 1994     | 165 × 70 |
| 200鎊      |      |      | 卡里貝·阿爾·華爾馬清真寺 | 書記坐像       | 2007     | 165 × 72 |

## 兑换
下面列出了历史上一美圆可以兑换多少埃及鎊（Egyptian pounds）:
| 年份       | 兑换比率           |
| ---------- | ------------------ |
| 1789至1799 | EGP 0.03           |
| 1800至1824 | EGP 0.06           |
| 1825至1884 | EGP 0.14           |
| 1885至1939 | EGP 0.20           |
| 1940至1949 | EGP 0.25           |
| 1950至1967 | EGP 0.36           |
| 1968至1978 | EGP 0.40           |
| 1979至1988 | EGP 0.60           |
| 1989       | EGP 0.83           |
| 1990       | EGP 1.50           |
| 1991       | EGP 3.00           |
| 1992       | EGP 3.33           |
| 1993至1998 | EGP 3.39           |
| 1999       | EGP 3.40           |
| 2000       | EGP 3.42到EGP 3.75 |
| 2001       | EGP 3.75到EGP 4.50 |
| 2002       | EGP 4.50到EGP 4.62 |
| 2003       | EGP 4.82到EGP 6.25 |
| 2004       | EGP 6.13到EGP 6.28 |
| 2005至2006 | EGP 5.75           |
| 2007       | EGP 5.64到EGP 5.5  |
| 2008       | EGP 5.5到EGP 5.29  |
| 2009       | EGP 5.75           |
| 2010       | EGP 5.80           |
| 2011       | EGP 5.95           |
| 2015       | EGP 7.83           |
| 2016       | EGP 18             |
| 2020       | EGP 15.56          |

## 外部連結
- 唐的世界硬币画廊：Egypt
- 罗恩·怀斯的世界纸币：Egypt 镜像网站
- 现代金融系统表格－库尔特·舒勒制作：Egypt 镜像网站
- 环球货币历史：Egypt
- 《环球金融资料》系列：Egypt gineih
- 《环球金融资料》货币历史表格（ 微软试算表格式）
- 埃及硬币 (目錄和畫廊) （页面存档备份，存于）
- 埃及的钞票（页面存档备份，存于）（德文）（英文）